# Sedro-Woolley High School
Sedro-Woolley High School je veřejná střední škola ve městě Sedro-Woolley v americkém státě Washington. Navštěvuje ji 1 394 studentů. Školní barvy jsou modrá a bílá a maskotem je medvídě. Jedná se o primární střední školu ve školním obvodu Sedro-Woolley, zatímco alternativní školou je State Street High School.
Škola se účastní sportovních akcí v Severozápadní konferenci v kategorii 3A. Studenti si vybírají z různých sportů, mezi které patří americký fotbal, zápas, volejbal, basketbal, tenis a atletika. Z těchto kategorií jsou studenti školy známí především svými zápasnickými schopnostmi.